# 円仁誕生の地

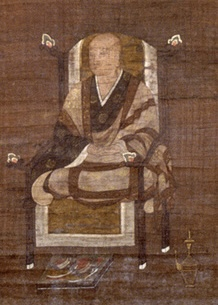
慈覚大師像（長楽寺蔵）

円仁誕生の地では、平安時代の高僧・慈覚大師円仁が誕生した場所にまつわる諸説、論争について述べる。
円仁は794年（延暦13年）、豪族壬生氏の子として生まれた。兄の秋主からは儒学を勧められるも早くから仏教に心を寄せ、9歳で小野寺山大慈寺の広智、のち15歳で比叡山延暦寺の最澄に師事した。遣唐使として唐に留学、『入唐求法巡礼行記』を記し、帰国後は山門派の祖となった。
『日本三代実録』、『元亨釈書』、『本朝高僧伝』といった史書では、円仁の出生地については「下野国都賀郡」（現在の栃木県）とのみ記しており、それ以上の詳細は明らかにしていない。このため近世以降、主に次の2説の間で論争がある。
- 現在の下都賀郡壬生町大師町、紫雲山壬生寺とする説（以下「壬生説」）
- 現在の栃木市岩舟町下津原、高岡山法幢院高平寺別院（故地）誕生寺とする説（以下「岩舟説」）

上の2箇所双方には、円仁が生まれた際に上空に紫の雲がたなびき、広智がそれを見たという言い伝えがある。また、円仁が産湯を使ったと称する井戸がそれぞれ現在も残っている。

## 壬生説

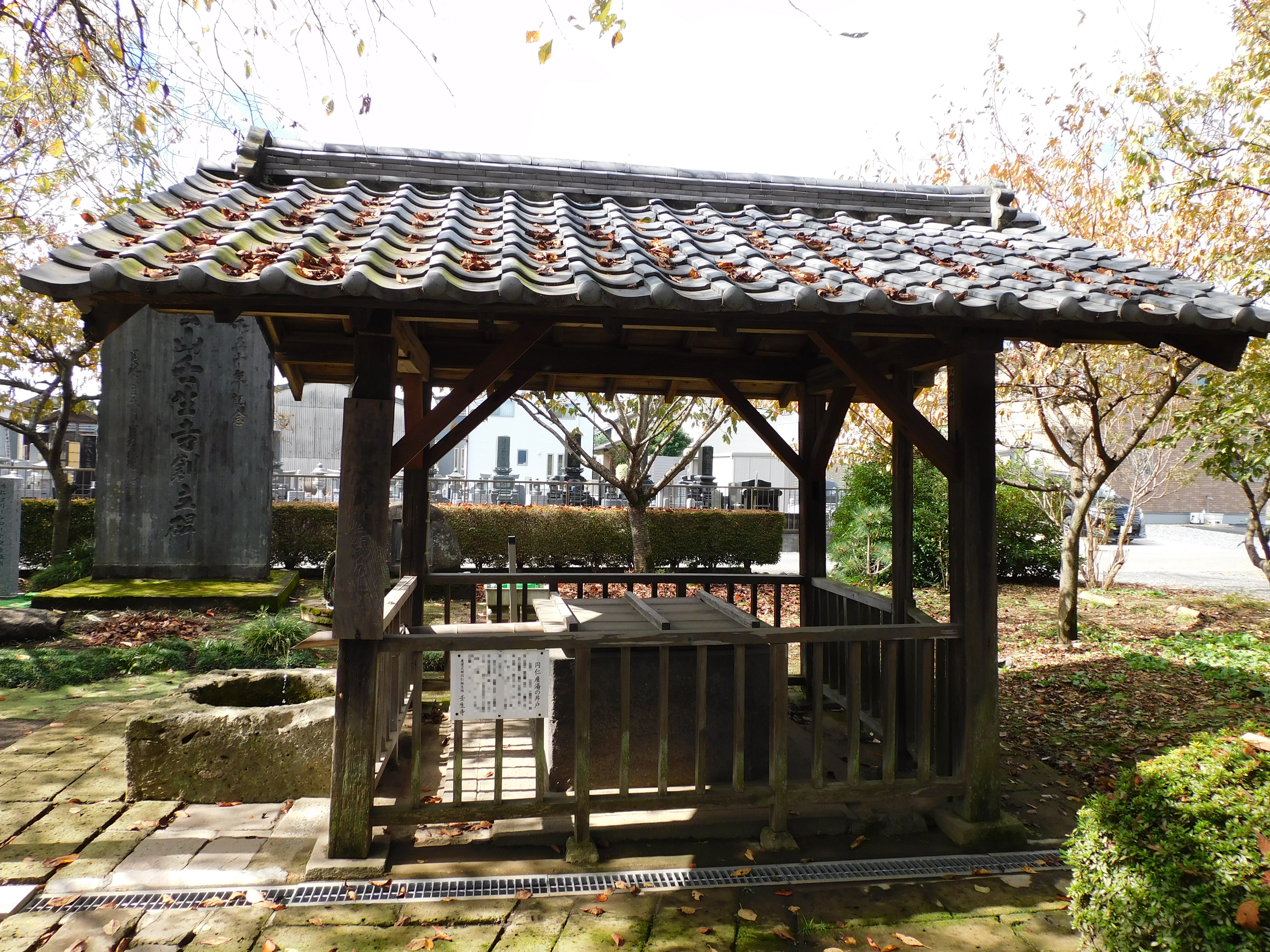
壬生寺にある円仁産湯の井戸

壬生寺の寺伝によれば、貞享3年（1686年）、輪王寺宮天真親王が日光へ向かう道中、円仁誕生の旧跡が荒廃していることを嘆き、時の壬生城主・三浦壱岐守直次（時期と官職名は明敬に一致する）に命じて大師堂を建立し、飯塚（現小山市大字飯塚）の台林寺をそこに移建して別当としたという。貞享3年11月付で壬生寺大師堂の棟札の裏に書かれた文書がその記録であり、壬生説の初出となっている。また、壬生寺周辺の呼称を「お里」と言ったことが江戸時代初期に記録されていて、これは円仁の故郷だからであると伝えられている。
その後、歴代の輪王寺宮や輪王寺門跡によって、大師堂の改修、報恩会の組織、大法要などが行われた。1688年（元禄元年）の『下野風土記』には、慈覚大師の産湯の井戸が壬生に存在すると記される。1911年（明治44年）、岩舟の手洗窪に「慈覚大師誕生霊蹟碑」が建てられた際には岩舟説と争われ、天台宗幹部らの支持を得た。土屋文明は1971年（昭和46年）に壬生寺を訪れ、円仁にまつわる歌を詠んでいる。
壬生説について、岩舟説の立場からは「円仁が壬生氏である事から後世附会されたものである」という見方のほか、より具体的に「日光への道中で、日光例幣使（天真親王の誤伝）が円仁の誕生地を下問した際、近臣が苦し紛れに答弁したことが発祥である」とする伝承もある。

## 岩舟説

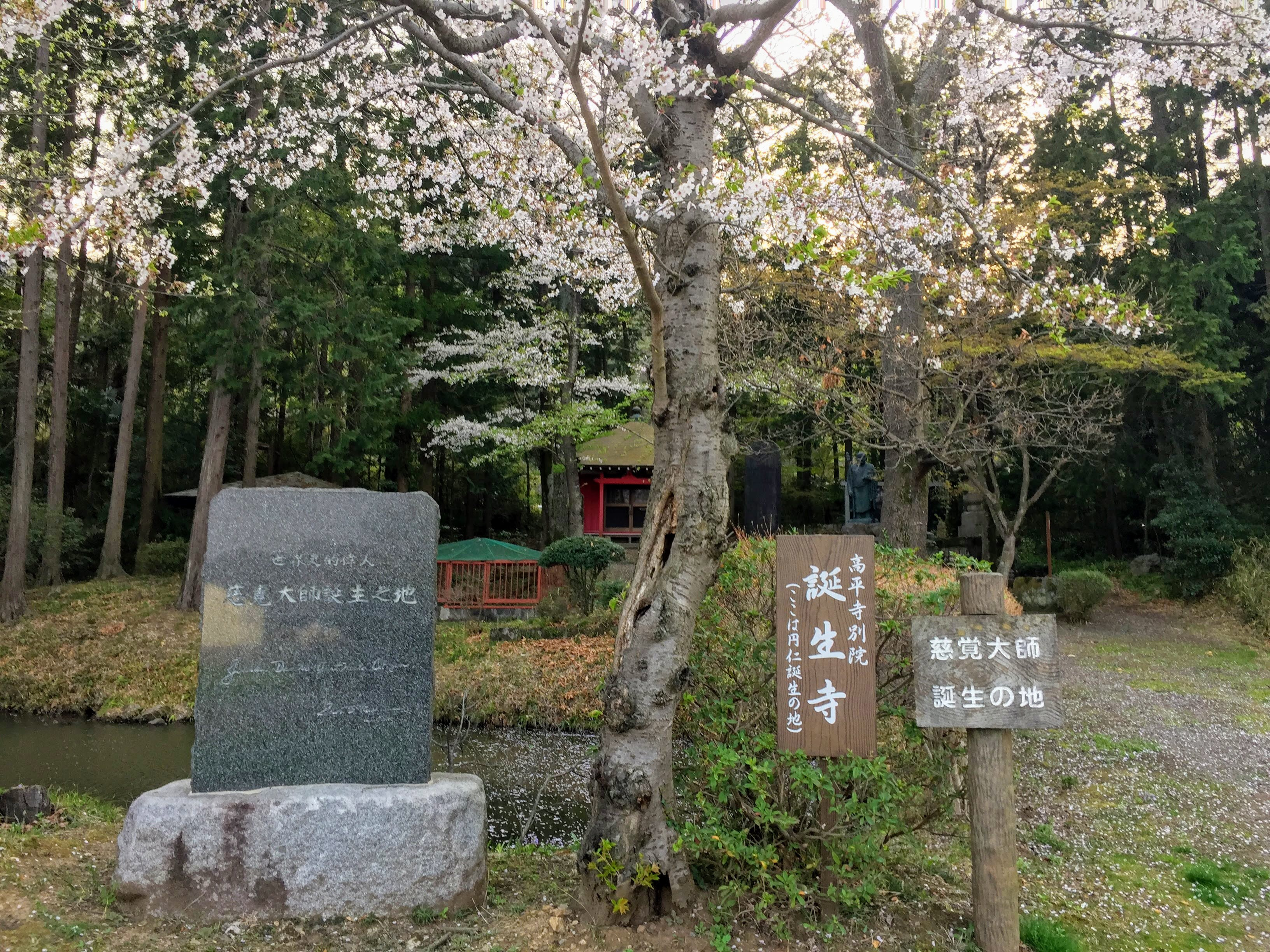
高平寺別院誕生寺（手洗窪）

高平寺の寺伝によれば、円仁は三毳山（）東麓、現在の栃木市岩舟町下津原手洗窪（）に生まれ、9歳まで高平寺で修行したという。この地は近世まで下津原村として安蘇郡に属し、のち都賀郡に移管され、下都賀郡岩舟町を経て栃木市に編入している。なお、手洗窪はもともと「盥窪」と書き、円仁の産湯の井戸からその地名が付いたとされる。
誕生の地が三毳山の周辺であるという説の根拠としては、順徳天皇の撰による鎌倉時代の歌学書『八雲御抄』の記事に「下野 みかほの関 山也 みかほの山ハ古名所但在常陸国歟 是者慈覚大師生所也 未詠可歟」、同じく鎌倉時代に愚勧住信によって編まれた説話集『私聚百因縁集』に「抑慈覚大師俗姓三生氏、下野国都賀郡人也 或云都加部関守子也」、同じく鎌倉時代の光宗による仏教書『渓嵐拾葉集』に「覚大師親父 天生氏人 三嶋関 鎮将也（中略）此山形三岑而頭似鶏 故号三鴨山也 此山有関 故号三鴨関也云々」とあることなどが挙げられる。みかほの関（みかもの関）は、三毳山に設けられた東山道の関であり、以上の諸文献は円仁がその関守の子であると伝えている。また時代が下ると、江戸時代初期の公卿烏丸光広が著した『日光山紀行』に「佐野を一里ばかり行きて、盥窪と云ふ所あり。慈覚大師生湯浴みたまふ故とかや」とある。
ほかに、手洗窪ではないがその付近を誕生地とする服部清道の説や、東隣の旧安蘇郡畳岡村（現在の栃木市岩舟町畳岡）付近を誕生地とする佐伯有清の説がある（#研究史）。

## 研究史
江戸後期に『下野国誌』を編纂した河野守弘は、壬生説に対して2点の反論を加えた。ひとつには、円仁誕生時に紫雲がたなびいたと伝えられるのが壬生の地であれば、太平山、鍋山、伊吹山などの連峰に遮られて大慈寺からは見えないとしている。もうひとつは、現在の壬生町に壬生城を構えその地名の由来となった壬生氏について、室町時代の寛正年間（寛正3年とされる）に京都から移り住んだ壬生胤業がその祖であり（それ以前の地名は「上の原」であったという）、円仁が生まれた時代には壬生氏はその地に定着していないことである。なお河野は、円仁を輩出した壬生氏は豊城入彦命の後裔（毛野氏の流れをくむ壬生氏）であるとし、胤業と祖先を異にすると見ていて、後述の田嶋隆純の説もこれを承けている。
大正時代には足利出身の郷土史家・考古学者だった丸山瓦全が岩舟説を強く支持し、昭和に入ると服部清道と田嶋隆純も岩舟説の論陣を張った。板碑研究で知られる歴史家の服部は現地調査の上で、円仁の誕生地を壬生でも手洗窪でもないとし、しかし三毳山麓であり旧安蘇郡下津原村付近にあるという結論を示した。一方の田嶋は服部の結論を批判し、下津原には円仁の母の墓所を称する遺跡があることなどから、手洗窪が誕生地でもおかしくないと主張した。田嶋は、壬生説の根拠は前述の大師堂棟札裏に記された文書と当地の黒川家に伝えられた文書の2点のみであり、双方とも江戸時代のもので歴史が浅く、後者については事実誤認の箇所があるため、信用に足らないと指摘した。両名の論文は日光山輪王寺の寺報19号に転載された。福井康順も岩舟説を支持した。
平成に入ってからは「熊倉系図」が認識され、いわゆる「円仁の系図」として注目を集めた。これによると円仁は「都賀郡下津原村ニ生」、円仁の父は壬生首麻呂（）、その肩書きは「三鴨駅長」（異本では「三野駅長」とも）とされている。三鴨駅（三毳駅）は東山道の宿駅であり、その位置には諸説あるが、佐伯有清は三鴨駅の駅家の所在地を旧安蘇郡畳岡村（現在の栃木市岩舟町畳岡）付近であったと考え、誕生地もそこであると推定した。この系図の但書は諸文献に拠ったものだが、記載された人物の世代等には史実と矛盾する部分も多く、その作図の目的が熊倉氏と壬生氏の繋がりを強調する点にあった可能性が指摘され、系譜としての正確性には疑問も呈されている。ちなみに、この系図では胤業を円仁の兄・秋主の子孫としている。佐伯は同時に、紫雲の伝説に従って誕生地を論じた研究の不確実さを批判したうえで、円仁誕生の時代にこの地に関所があったとは考えにくいとして、『私聚百因縁集』における記述を斥けている。
岩舟説のほかの支持者としては、1911年（明治44年）に手洗窪の「慈覚大師誕生霊蹟碑」を南条文雄が撰文し、篆額は第243世天台座主の山岡観澄が揮毫している。撰文の依頼を受けた際、南条は円仁の誕生地は壬生であると認識していたため謝絶したが、真の誕生地が岩舟である事を詳細に説明された結果はじめて引き受けた、という逸話がある。吉田東伍は『大日本地名辞書』で岩舟説を採用した。速水侑はその著書の中で、円仁の出身地を岩舟とし、壬生説には触れていない。
一方、天台宗典編纂所の荒槇純隆は1994年に『天台学報』に寄稿し、「都賀郡」よりも具体的な誕生地の伝承はいずれの説にしても鎌倉時代以降になって現れ、同時代の史料に乏しいことから、推測の域を出ないものとして結論を出すことを控えている。

## その他
山田恵諦は著書『慈覚大師』において、母の実家は上の原（壬生）、父・首麻呂の家は町谷（三毳山西麓、現在の佐野市町谷町）で、母は里帰り出産をしたという設定で描き、手洗窪は出産にあたって功徳のあった聖跡として登場させている。円仁研究で知られるエドウィン・O・ライシャワーは1958年（昭和33年）に手洗窪を訪れていて、1971年（昭和56年）の記念碑建立の時は碑文を寄せた一方、1964年（昭和39年）には壬生寺をも訪ねている。